# James Buckley
James Patrick Buckley (nacido el 14 de agosto de 1987) es un actor, músico, Youtuber y streamer inglés. Es mejor conocido por interpretar a Jay Cartwright en la comedia de E4 The Inbetweeners.

## Primeros años y educación
James Patrick Buckley nació en Croydon, Inglaterra. Su padre era cartero y su madre trabajaba para el Ministerio del Interior. Fue mientras participaba en obras de teatro escolares que Buckley descubrió lo mucho que le gustaba actuar y, desde los siete años, empezó a ir a una escuela de teatro los fines de semana. Más tarde, la familia se mudó a Dagenham, donde asistió a la escuela primaria Beam y luego al último año de Chafford y, a la edad de once años, Buckley comenzó sus primeros trabajos profesionales en los espectáculos del West End Whistle Down the Wind y Los miserables. El mismo año, también comenzó a asistir a The Chafford School. Buckley afirmó que la escuela le interesaba tan poco que no recopiló sus resultados de GCSE.

## Carrera
El primer papel de Buckley fue en 2001 como el ahijado de doce años de Johnny Vaughan en la comedia de la BBC 'Orrible'. Luego apareció en un anuncio de Hellmann's en 2004 y en un vídeo musical de 2005 para la canción de Gravenhurst 'I Turn My Face To The Forest Floor' dirigida por Ralitza Petrova. Sus créditos teatrales incluyen el musical del West End Los miserables como Gavroche y Whistle Down the Wind como Clarence. Además de The Inbetweeners y Rock & Chips, otros créditos de Buckley incluyen un episodio de Skins y episodios de The Bill, Holby City y Teachers.
También interpretó el personaje de Fred en Off the Hook. Para el Red Nose Day 2011, Buckley y sus coprotagonistas de Inbetweeners realizaron un "viaje por carretera rudo" y visitaron las calles más rudas del Reino Unido en 50 horas. En abril de 2011, Buckley recibió una nominación al BAFTA por su papel en The Inbetweeners. Buckley interpretó al personaje principal en el cortometraje Veronique. Buckley aparece en la película de 2011 Everywhere and Nowhere. Ese mismo año, Buckley repitió su papel de Jay Cartwright en la película The Inbetweeners Movie, y su secuela, The Inbetweeners 2 en 2014.
En 2014, Buckley coprotagonizó una película de terror estadounidense llamada The Pyramid, interpretando al camarógrafo Fitzie.
En abril de 2016, Buckley inició un canal de juegos en YouTube llamado Completed It Mate, una referencia al episodio de The Inbetweeners "Will's Dilemma", que tiene más de 419.000 suscriptores en septiembre de 2021. Se mudó a Twitch con el mismo nombre. Desde que comenzó su canal, Buckley ha colaborado con otros YouTubers, en particular con el grupo Rooster Teeth Achievement Hunter, cuando apareció en su Off Topic Podcast y en varios episodios de su serie Let's Play. También ha aparecido en Alternative Lifestyle, una serie de YouTube creada por Sugar Pine 7, otra filial de Rooster Teeth.
De 2017 a 2019, Buckley interpretó el papel del vendedor de vidrio aislante Brian Fitzpatrick en la comedia White Gold de BBC Two.
En 2020, apareció en el episodio de Doctor Who "Orphan 55",  en el que interpretó a Nevi.
En marzo de 2020, Buckley apareció como concursante en un episodio de The Great Celebrity Bake Off for SU2C, junto a Patsy Palmer, Richard Dreyfuss y Scarlett Moffatt, en el que ganó.
Buckley hace locuciones. Trabajó con AllAboutCareers.com para producir una animación explicativa para el sitio web. Buckley también es el narrador del programa Little Box of Horrors de E4. Protagonizó el vídeo musical de la canción "The Unsung" de States of Emotion, y también participa en los coros y la guitarra en el álbum Peace City West de Steve Cradock. En 2012, Buckley hizo su debut como director, donde dirigió y protagonizó un vídeo musical para la banda de Essex The Milk.
Buckley ha aparecido en comerciales de Orange, con el elenco de The Expendables 2, Game y la casa de apuestas Ladbrokes, además de brindar voz en off para Envirofone, Trunki y Hastings Direct. En 2020, el Ayuntamiento de Oldham encargó a Buckley que produjera un mensaje en vídeo Cameo que describiera las medidas de seguridad implementadas por el consejo para ayudar a detener la propagación del coronavirus.
A finales de 2021, se anunció que Buckley interpretaría el papel de Ben en la obra de teatro 2:22: A Ghost Story, asumiendo el papel de Jake Wood en su traslado al Teatro Gielgud.

## Vida personal
Buckley es un streamer de Twitch y Youtuber con los nombres de canal Completed It Mate y At Home With The Buckleys, el primero de los cuales es una referencia a una línea que dice su personaje Jay en un episodio de The Inbetweeners.
Buckley se casó con Clair Meek en 2012. La pareja originalmente se unió por su mutua "obsesión" con The Beatles, particularmente con George Harrison, su favorito compartido. Ellos tienen dos niños.
Es partidario del Crystal Palace Football Club.

## Filmografía

### Películas
| Año  | Película                           | Papel           | Notas        |
| ---- | ---------------------------------- | --------------- | ------------ |
| 2002 | Veronique                          | Boy             | Cortometraje |
| 2011 | Everywhere and Nowhere             | Jamie           |              |
| 2011 | The Inbetweeners Movie             | Jay Cartwright  |              |
| 2013 | Charlie Countryman                 | Luke            |              |
| 2014 | The Inbetweeners 2                 | Jay Cartwright  |              |
| 2014 | The Pyramid                        | Fitzie          |              |
| 2016 | popstar: Never Stop Never Stopping | Sponge          |              |
| 2016 | The Comedian's Guide to Survival   | James Mullinger |              |

### Televisión
| Año       | Programa                              | Papel                                        | Notas                                                |
| --------- | ------------------------------------- | -------------------------------------------- | ---------------------------------------------------- |
| 2001      | 'Orrible                              | Ryan                                         | Episodio: "Two Men and a Bastard"                    |
| 2004      | Teachers                              | John                                         | 2 episodios                                          |
| 2005–08   | The Bill                              | Tom Wilkinson / Joseph Rake / Marcus Stepney | 3 episodios                                          |
| 2006      | Holby City                            | Ali Wilkinson                                | Episodio: "Better the Devil You Know"                |
| 2006      | Baggy Trousers                        | Neil                                         | Piloto                                               |
| 2007      | Skins                                 | Simon                                        | Episodio: "Michelle"                                 |
| 2007      | Sold                                  | Wayne                                        | Episodio: "1.1"                                      |
| 2008–2010 | The Inbetweeners                      | Jay Cartwright                               | 18 episodios                                         |
| 2009      | Off the Hook                          | Fred                                         | 7 episodios                                          |
| 2010      | Comedy Lab                            | Rob                                          | Episodio: "Filth"                                    |
| 2010–2011 | Rock & Chips                          | Del Boy                                      | 3 episodios                                          |
| 2011      | The Comic Strip Presents...           | Sergeant                                     | Episodio: "The Hunt for Tony Blair"                  |
| 2011      | Little Box of Horrors                 | Él mismo                                     | 6 episodios                                          |
| 2014      | The Boy in the Dress                  | Mr Norris                                    | Película de televisión                               |
| 2016–2018 | Zapped                                | Brian Weaver                                 | 15 episodios                                         |
| 2017–2019 | White Gold                            | Brian Fitzpatrick                            | 12 episodios                                         |
| 2017      | Enano Rojo                            | Mechanoid                                    | Episodio: "Siliconia"                                |
| 2018      | I Feel Bad                            | Chewy                                        | 13 episodes                                          |
| 2020      | Doctor Who                            | Nevi                                         | Episodio: "Orphan 55"                                |
| 2020      | The Great Celebrity Bake Off for SU2C | Él mismo                                     | Ganador/Star Baker - Episodio: "Series 3, Episode 2" |
| 2022      | Never Mind the Buzzcocks              | Él mismo                                     | Episodio 30x05                                       |

### Teatro
| Año     | Obra               | Papel |
| ------- | ------------------ | ----- |
| 2021/22 | 2:22 A Ghost Story | Ben   |